# Kościół św. Ignacego Loyoli w Suchcicach
Kościół pw. św. Ignacego Loyoli – zabytkowy drewniany kościół katolicki znajdujący się w Suchcicach, w gminie Drużbice, w powiecie bełchatowskim, w województwie łódzkim. Jest kościołem parafialnym w parafii św. Ignacego Loyoli w Suchcicach, w dekanacie bełchatowskim, w archidiecezji łódzkiej.

## Historia
Drewniany modrzewiowy kościół pw. św. Ignacego Loyoli został wybudowany w 1779.
Fundatorem świątyni był Ignacy Andrzej Suchecki herbu Poraj, chorąży sieradzki, ówczesny dziedzic wsi.

25 grudnia 1780 abp gnieźnieński Antoni Ostrowski erygował parafię Suchcice.

## Architektura i wyposażenie
Kościół jest drewniany, modrzewiowy, odnowione wnętrze pokryto drewnem sosnowym, wybudowany w konstrukcji zrębowej, oszalowany deskami. Dach wielospadowy, kryty drewnianym gontem. Od północnej strony dobudowana w 1903 kruchta.
Dach zwieńczony wieżyczką, z krytą miedzianą blachą sygnaturką. Wokół kościoła rosną stare zabytkowe lipy. Murowana dzwonnica, z dwoma dzwonami, ulokowana jest w przykościelnym ogrodzeniu. W rejestrze zabytków pod nr 179 (decyzja z 26 maja 1967) wpisany jest budynek a pod nr 337 (decyzja z 28 marca 1984) park dworski i zieleń wokół kościoła.
Wyposażenie kościoła
- ołtarz główny z obrazami św. Ignacego Loyoli i Świętej Trójcy,
- ołtarze boczne z obrazami św. Kazimierza, św. Antoniego Padewskiego, Ewy i Matki Bożej Jasnogórskiej,
- drewniana rzeźbiona droga krzyżowa (1991).

Ołtarze wykonane są z desek pokrytych malowanym płótnem.

### Galeria

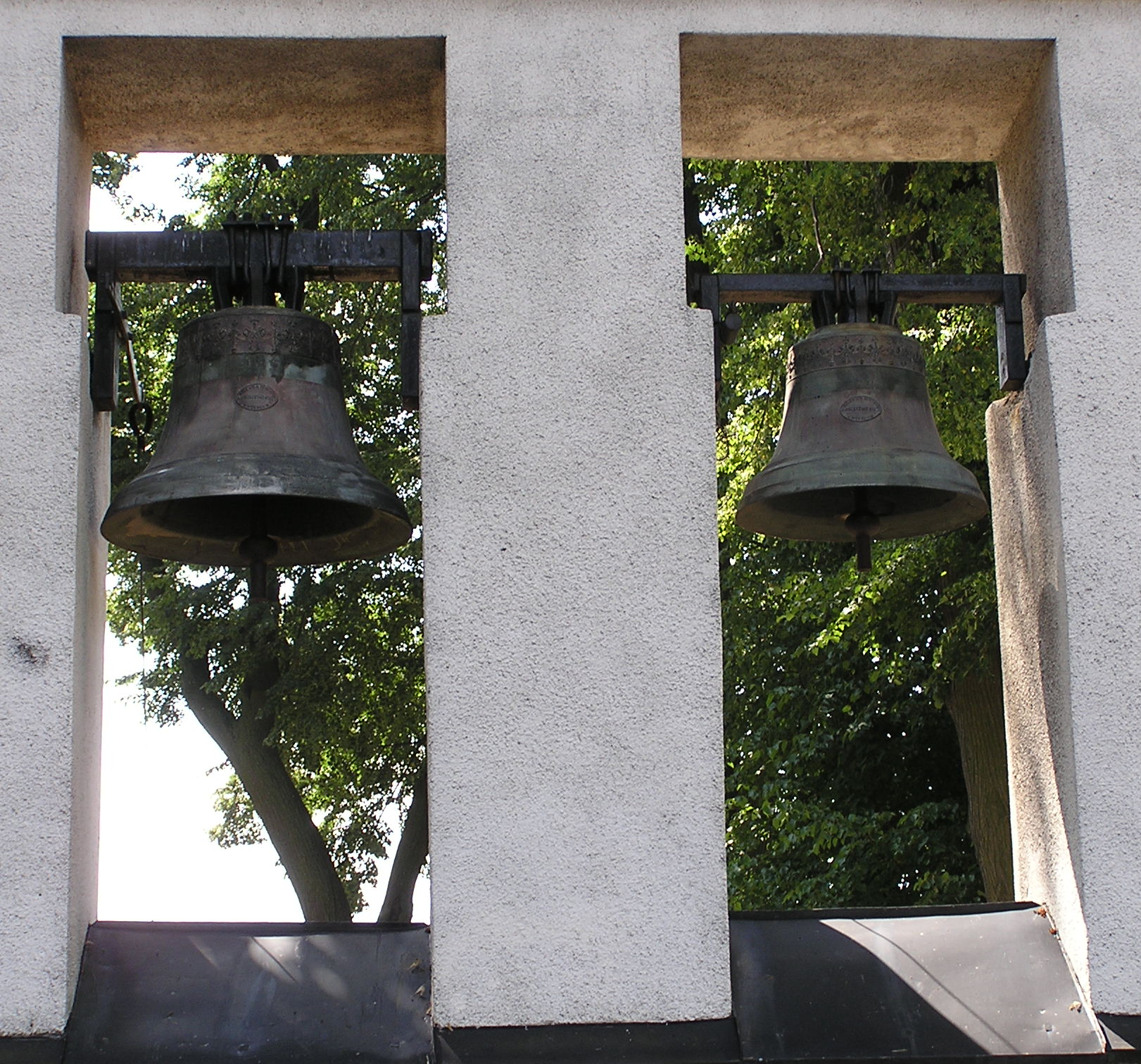
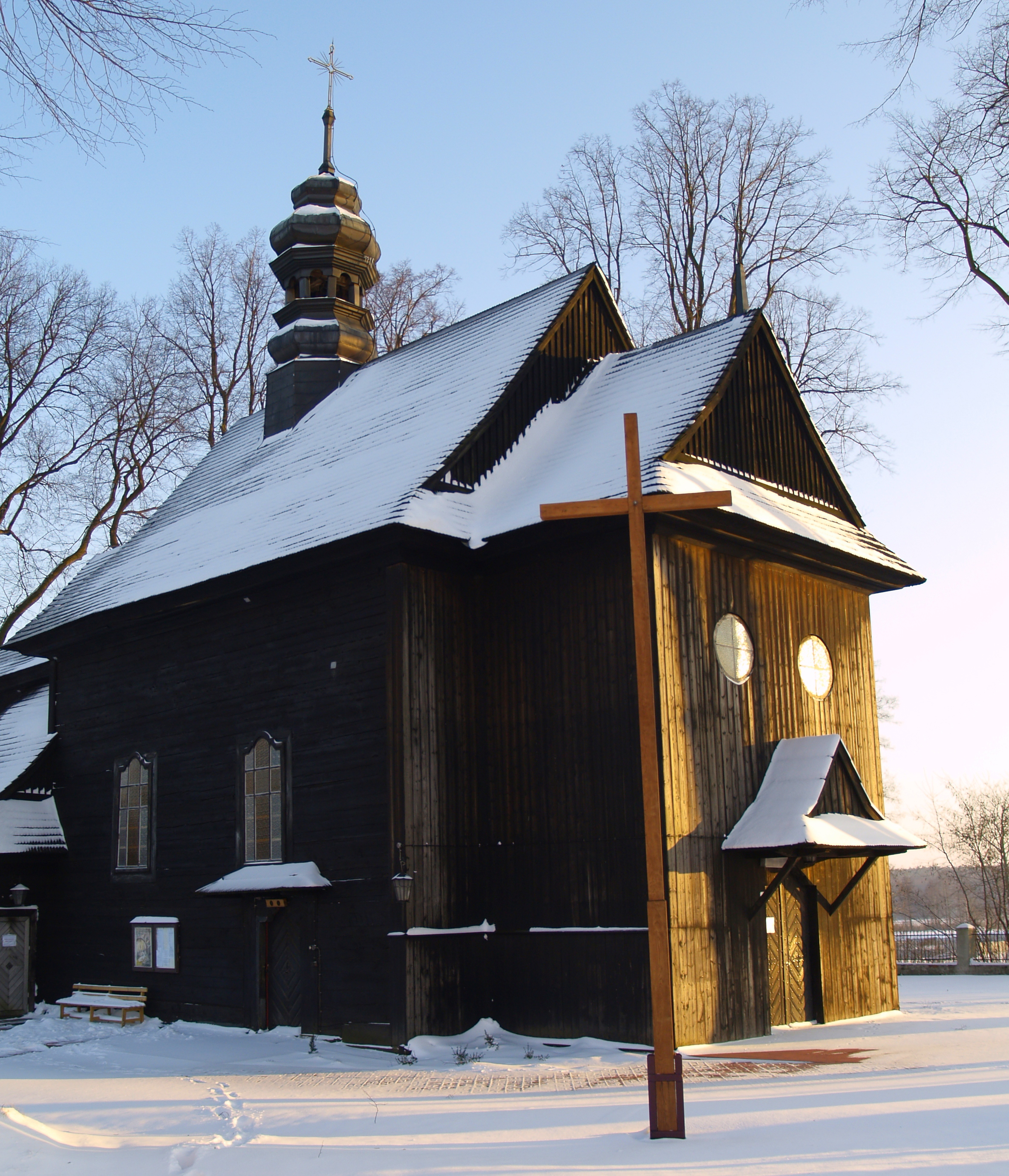
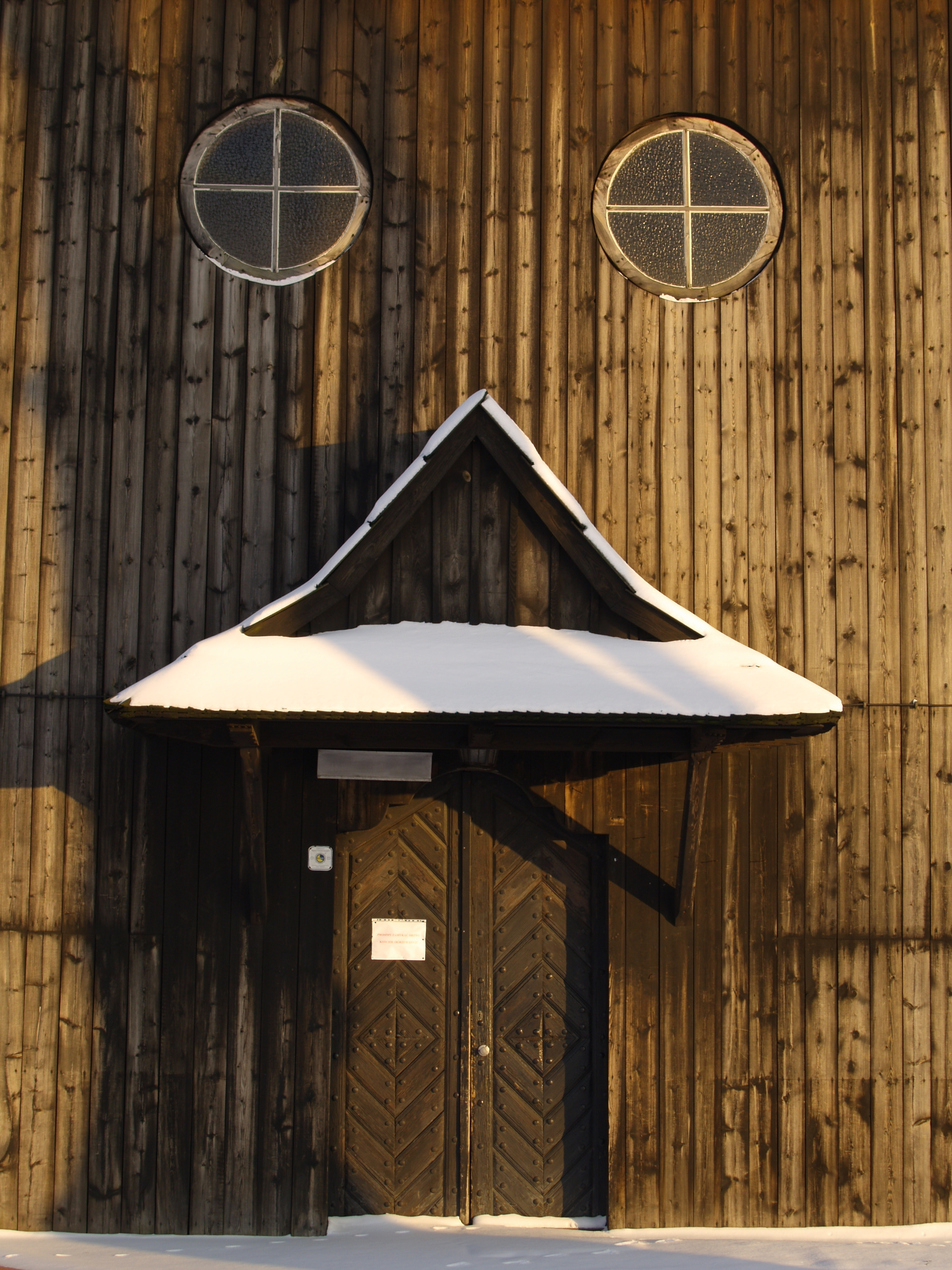
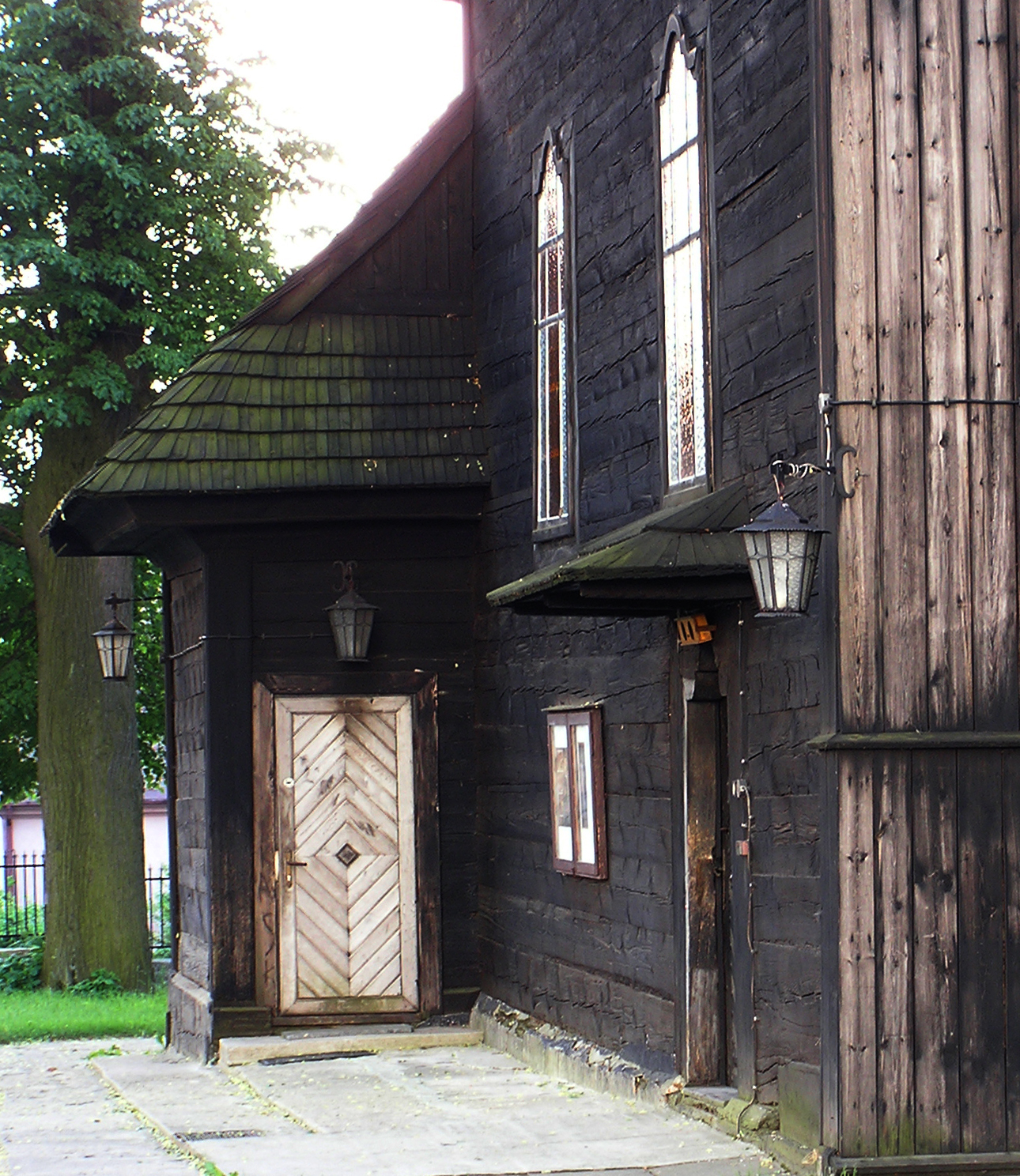
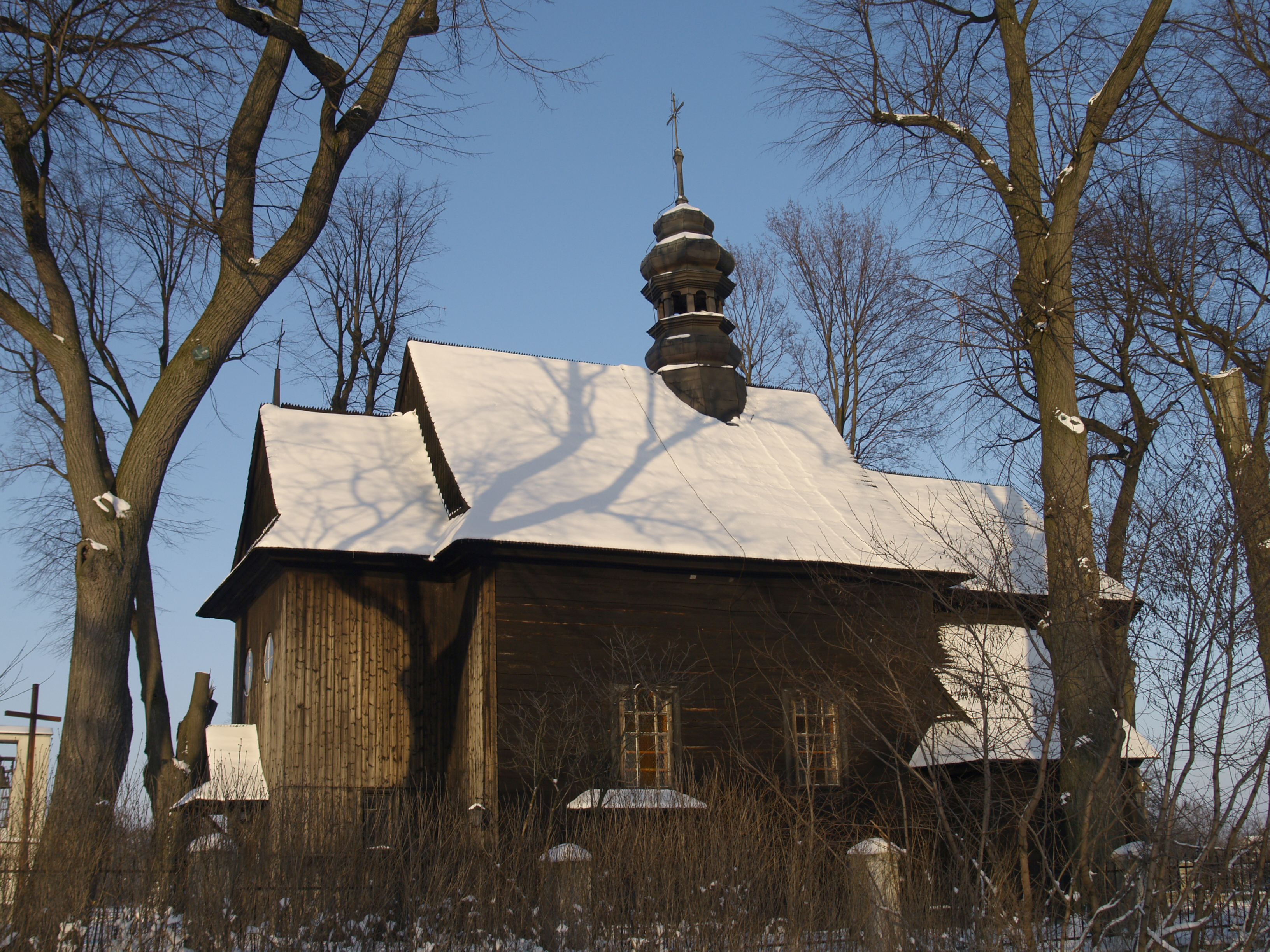